# Лоћика (Рековац)
Лоћика је насеље у Србији у општини Рековац у Поморавском округу. Према попису из 2022. било је 297 становника.

## Историја
До Другог српског устанка Лоћика се налазила у саставу Османског царства. Након Другог српског устанка Лоћика улази у састав Кнежевине Србије и административно је припадала Јагодинској нахији и Левачкој кнежини све до 1834. године када је Србија подељена на сердарства.

## Демографија
У насељу Лоћика живи 448 пунолетних становника, а просечна старост становништва износи 48,0 година (47,3 код мушкараца и 48,6 код жена). У насељу има 207 домаћинстава, а просечан број чланова по домаћинству је 2,51.
Ово насеље је великим делом насељено Србима (према попису из 2002. године), а у последња три пописа, примећен је пад у броју становника.
|  |

| Демографија | Демографија | Демографија |
| Година      | Становника  | Становника  |
| ----------- | ----------- | ----------- |
| 1948.       | 1.135       |             |
| 1953.       | 1.130       |             |
| 1961.       | 1.057       |             |
| 1971.       | 950         |             |
| 1981.       | 836         |             |
| 1991.       | 681         | 623         |
| 2002.       | 519         | 596         |

| Етнички састав према попису из 2002.‍ | Етнички састав према попису из 2002.‍ | Етнички састав према попису из 2002.‍ | Етнички састав према попису из 2002.‍ | Етнички састав према попису из 2002.‍ |
| ------------------------------------ | ------------------------------------ | ------------------------------------ | ------------------------------------ | ------------------------------------ |
|                                      |                                      |                                      |                                      |                                      |
| Срби                                 | Срби                                 |                                      | 517                                  | 99,61%                               |
| непознато                            | непознато                            |                                      | 2                                    | 0,38%                                |

| Лоћика у пописима Јагодинске нахије — од 1818. до 1829.                           |       |       |       |       |       |       |          |       |       |       |       |       |
| Година пописа                                                                     | 1818. | 1819. | 1820. | 1821. | 1822. | 1823. | 1824/25. | 1825. | 1826. | 1827. | 1828. | 1829. |
| Куће                                                                              | 42    | 45    | 48    | 48    | 47    | 47    | 48       | 48    | 50    | 50    | 51    | 52    |
| Пореске главе*                                                                    | -     | 47    | 54    | 54    | 53    | 54    | 56       | 55    | 51    | 51    | 53    | 54    |
| Арачке главе**                                                                    | 100   | 110   | 119   | 116   | 120   | 122   | 131      | 136   | 140   | 145   | 146   | 144   |
| *Пореске главе = Ожењени мушкарци \| ** Арачке главе = Мушкарци од 7 до 70 година |       |       |       |       |       |       |          |       |       |       |       |       |

| Година пописа     | 1948. | 1953. | 1961. | 1971. | 1981. | 1991. | 2002. |
| ----------------- | ----- | ----- | ----- | ----- | ----- | ----- | ----- |
| Број домаћинстава | 241   | 248   | 253   | 247   | 221   | 204   | 207   |

| Број чланова      | 1  | 2  | 3  | 4  | 5 | 6 | 7 | 8 | 9 | 10 и више | Просек |
| ----------------- | -- | -- | -- | -- | - | - | - | - | - | --------- | ------ |
| Број домаћинстава | 60 | 68 | 26 | 36 | 6 | 8 | 1 | 2 | 0 | 0         | 2,51   |

| Пол    | Укупно | Неожењен/Неудата | Ожењен/Удата | Удовац/Удовица | Разведен/Разведена | Непознато |
| ------ | ------ | ---------------- | ------------ | -------------- | ------------------ | --------- |
| Мушки  | 217    | 46               | 142          | 24             | 5                  | 0         |
| Женски | 243    | 28               | 150          | 59             | 5                  | 1         |
| УКУПНО | 460    | 74               | 292          | 83             | 10                 | 1         |

| Пол    | Укупно                    | Пољопривреда, лов и шумарство | Рибарство                            | Вађење руде и камена | Прерађивачка индустрија       |
| ------ | ------------------------- | ----------------------------- | ------------------------------------ | -------------------- | ----------------------------- |
| Мушки  | 94                        | 40                            | 0                                    | 0                    | 26                            |
| Женски | 51                        | 27                            | 0                                    | 0                    | 9                             |
| УКУПНО | 145                       | 67                            | 0                                    | 0                    | 35                            |
| Пол    | Производња и снабдевање   | Грађевинарство                | Трговина                             | Хотели и ресторани   | Саобраћај, складиштење и везе |
| Мушки  | 5                         | 1                             | 6                                    | 2                    | 8                             |
| Женски | 0                         | 0                             | 6                                    | 1                    | 0                             |
| УКУПНО | 5                         | 1                             | 12                                   | 3                    | 8                             |
| Пол    | Финансијско посредовање   | Некретнине                    | Државна управа и одбрана             | Образовање           | Здравствени и социјални рад   |
| Мушки  | 0                         | 1                             | 2                                    | 3                    | 0                             |
| Женски | 0                         | 0                             | 1                                    | 3                    | 3                             |
| УКУПНО | 0                         | 1                             | 3                                    | 6                    | 3                             |
| Пол    | Остале услужне активности | Приватна домаћинства          | Екстериторијалне организације и тела | Непознато            | Непознато                     |
| Мушки  | 0                         | 0                             | 0                                    | 0                    | 0                             |
| Женски | 1                         | 0                             | 0                                    | 0                    | 0                             |
| УКУПНО | 1                         | 0                             | 0                                    | 0                    | 0                             |